# Office rwandais d'investigation
L'Office rwandais d'investigation (anglais : Rwanda Investigation Bureau ou RIB ; kinyarwanda : Urwego rw'Igihugu rushinzwe ubugenzacyaha) est un organisme chargé de l'application de la loi, ayant son siège à Kamukina, Kigali.